# フェヒタ郡
フェヒタ郡（ドイツ語: Landkreis Vechta）は、ドイツ連邦共和国ニーダーザクセン州西部の郡である。郡庁所在地はフェヒタである。

## 地理

### 位置
フェヒタ郡は、オルデンブルガー・ミュンスターラントの南部にあたり、南北の最大幅は約 50 km、東西は 30 km で、北あるいは北東にオルデンブルクおよびブレーメン、南にオスナブリュックが位置している。
北ドイツ低地に位置するフェヒタ郡は、北東部がヴィルデスハウザー・ゲースト自然公園、南部がダンマー山地＝デュンマー湖自然公園に接している。郡内の最高地点は、ダンマー山地の高さ 146 m、最低地点はフンテタールグラーベンに接するゴルデンシュテットの北東角の 22 m である。東部は大きな高層湿原が形成されており、隣接するディープホルツ郡との自然の境界をなしている。その一部は自然保護区に指定されている。郡の西部と中部は比較的高度が低く、ハーゼ川の支流が何本も流れている。北東部はフンテ川が郡境となっている。この川は郡東部の地表水を排出している。
地質学上の特徴としては、ヴェーザー＝エムス分水界がフェヒタ郡を南から北に通っており、グローセス・モーア（直訳: 大湿地）およびデュンマー自然公園のダンマー山地から、まさに分水界の上に位置するゴルデンシュテットのアルケブルクを通ってフィスベークに至り、さらにクロッペンブルク郡へと続いている。

### 隣接する郡
本郡は、北から時計回りに、オルデンブルク郡、ディープホルツ郡、オスナブリュック郡、クロッペンブルク郡と境を接している。

## 歴史
現在のフェヒタ郡の地域には、中世にはヴェストファーレンのザクセン人が住んでいた。北部地域はレリガウに、南部地域はデルザガウに属していた。
1252年、「フェヒタ領」の統治権はラーヴェンスベルク伯からミュンスター司教に移行した。この地域は1803年までミュンスター司教領の一部であった。1803年7月18日にアムト・フェヒタは「ラントフォークタイ」（直訳: 地方代官区）としてオルデンブルク公国に組み込まれた。1811年から1813年までのナポレオン1世が統治する Hanseatischen Département de l’Ems-Supérieur（直訳: 上部エムス郡）に属した、いわゆるフランス時代を除いて、この地域は1946年までオルデンブルクに属していた。1946年に郡が創設されて以後、フェヒタ郡はニーダーザクセン州に属している。
フェヒタ郡の多くの市町村は、1252年にすでにフェヒタ領の一部であった。キルヒシュピール・エムステーク（直訳: エムステーク教会区）とキルヒシュピール・カペルンは1814年にクロッペンブルク郡に移譲され、キルヒシュピール・ツヴィストリンゲンは1817年にハノーファー王国に分離された。アムト・フェヒタは、1879年に廃止されたアムト・ダンメとアムト・シュタイフェルトの領域を取り込み、拡大した。
アムト・フェヒタから1939年にフェヒタ郡が創設された。1933年のオルデンブルクの地域再編で自治体としての独立性が失われていたホルドルフ、ラングフェルデン、ルッテンは、第二次世界大戦後に再び独立した町村となった。
ニーダーザクセン州の地域再編に伴い、1974年3月1日に、ルッテンがゴルデンシュテットに、ラングフェルデンがフェヒタ市に編入された。同時に、それまでオスナブリュック郡に属していたフェルデン、ヘルステン、ヒネンカンプがフェヒタ郡に移管され、ノイエンキルヒェン＝フェルデンの一部となった。
1998年まで郡の行政機能は旧フェヒタ城の敷地に立つニールス＝ステンセン館に入居していた。1998年にラーヴェンスベルガー通りに新しい郡役場が完成した。この建築複合体は、ハノーファーのエックハルト・ゲルバーの設計による。外側のファサードにはボックホルンのクリンカーレンガが用いられている。ラーヴェンベルガー通りには、地面と同じ高さの正面入口がある。東向きに開放されたこの施設の公園側は、細長い貯水槽を持つ緑豊かで開放的な内部エリアにつながっている。会議室は本会議場、小会議室、カフェを備えた円形の建物として設計されている。前庭にはローネの芸術家ウルリヒ・フォックスによる郡の10市町村を象徴する10本の木柱がある。この施設は、ホルスト・リンによる「シュテーレルネ・トーア」によって後方の公園ゾーンで閉鎖されている。

## 住民

### 人口推移

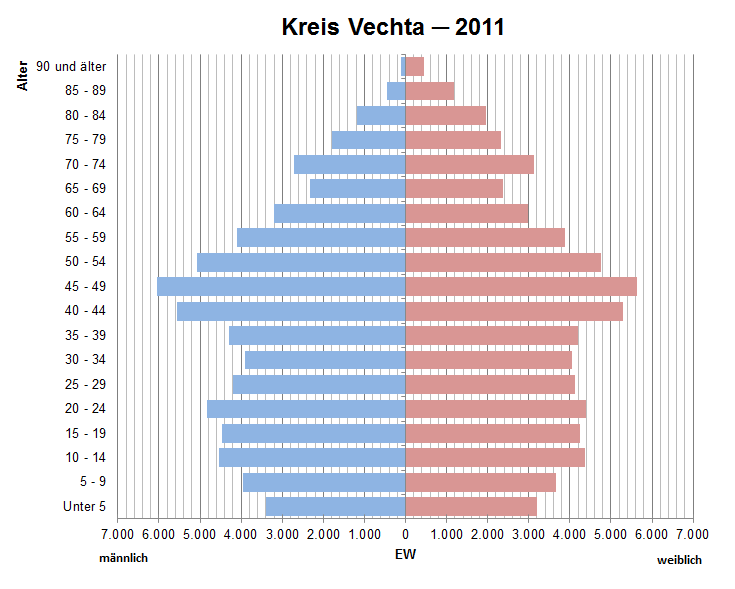
2011年のフェヒタ郡の人口ピラミッド

| 年   | 人口（人） | 出典  |
| ---- | ---------- | ----- |
| 1933 | 49,427     | [ 6 ] |
| 1939 | 51,912     | [ 6 ] |
| 1950 | 79,125     | [ 6 ] |
| 1960 | 74,200     | [ 6 ] |
| 1970 | 86,600     | [ 7 ] |
| 1980 | 98,500     | [ 8 ] |
| 1990 | 105,408    | [ 9 ] |
| 2000 | 126,434    | [ 9 ] |
| 2010 | 135,374    | [ 9 ] |
| 2020 | 143,294    | [ 9 ] |

#### 高い出生率と若い平均年齢
フェヒタ郡は隣接するクロッペンブルク郡とともに、ドイツでも平均年齢が若い郡である（フェヒタ郡 40.5歳、クロッペンブルク郡 40.6歳）。この若い平均年齢は、人口当たりの高い出生率（フェヒタ郡 1.87、クロッペンブルク郡 2.00）によって説明できる。女性1人あたりの子供数が比較的多いことの背景には、「保守的」とされるこの地域での男女間の古典的な役割分担や、この地域に旧ソヴィエト連邦からの移民が多く、子だくさんの中高年女性が多く含まれていることが挙げられる。また、多くの住民がほとんどカトリックを信仰している環境であることも高い出生率の理由として挙げられる。

### 宗教
フェヒタ郡は、クロッペンブルク郡、エムスラント郡、旧シュティフテ・オスナブリュック、ヒルデスハイム、ウンターライヒスフェルトと同様に、ニーダーザクセン州に属しているが、州全体の傾向とは対照的に、伝統的にカトリックが根付いている。フェヒタには、州の教会法上唯一のミュンスター司教区の役所 Bischöflich Münstersches Offizialat の本部がある。

## 行政

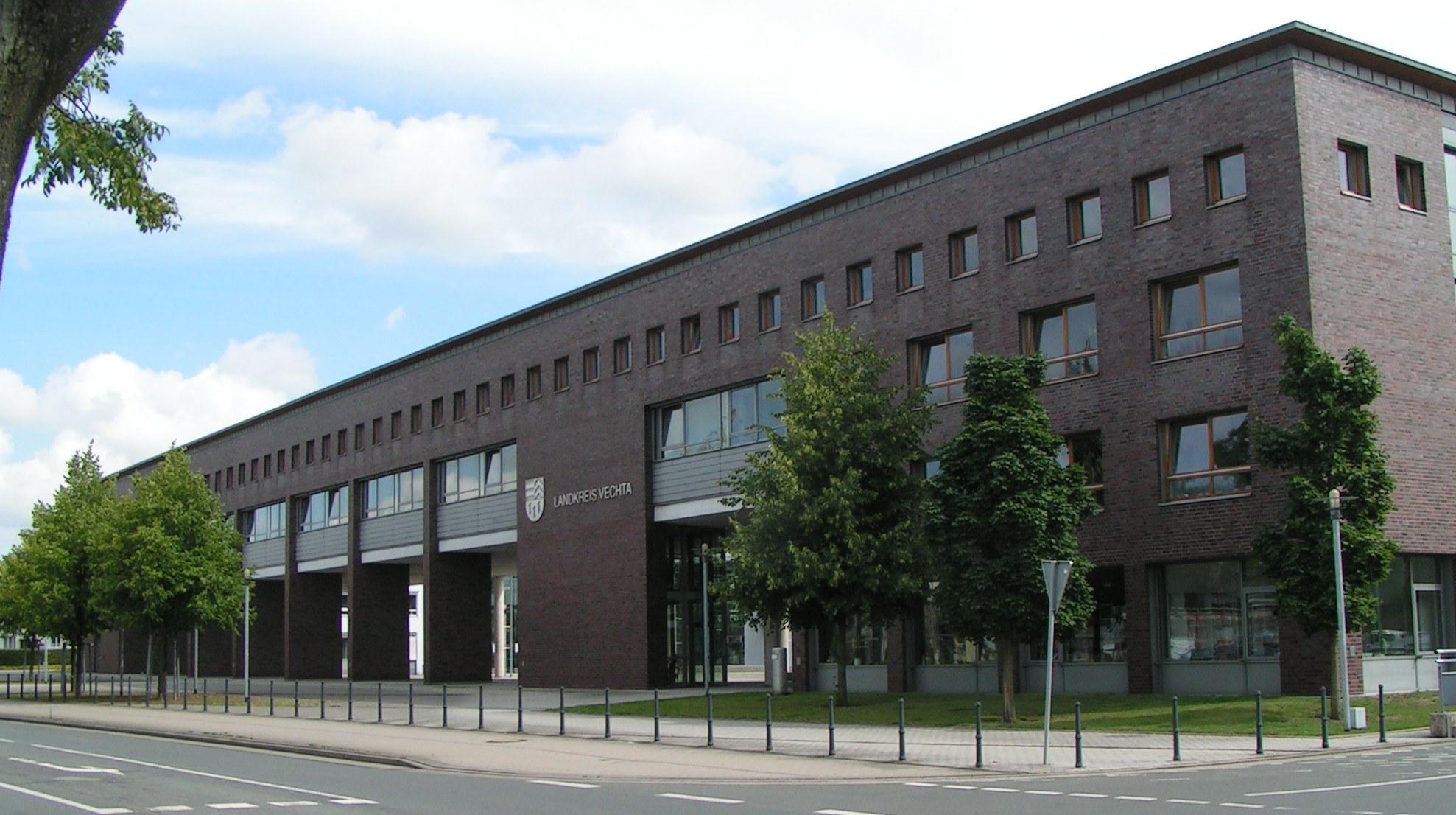
フェヒタ郡役場

### 郡議会
フェヒタ郡の郡議会は50議席からなる。これは、人口125,001人から150,000人の郡における議員定数である。郡議会は5年ごとに選挙が行われる。郡議会選挙で選出された50人の他に、郡長が参加し、投票権を有する。
2021年の郡議会選挙の結果を以下に示す。
| 政党名 | 政党名                                          | 得票率 (%) | 議席数  |
| ------ | ----------------------------------------------- | ---------- | ------- |
| CDU    | ドイツキリスト教民主同盟                        | 54.95      | 27      |
| SPD    | ドイツ社会民主党                                | 18.76      | 9       |
| Grüne  | 同盟90/緑の党                                   | 9.33       | 5       |
| FDP    | 自由民主党                                      | 6.26       | 3       |
| UWG    | Unabhängige Wählergemeinschaft Landkreis Vechta | 5.02       | 3       |
| AfD    | ドイツのための選択肢                            | 4.19       | 2       |
| Linke  | 左翼党                                          | 1.42       | 1       |
| WG     | Wählergruppen                                   | 0.06       | 0       |
| 合計   | 合計                                            | 100        | 50      |
| 投票率 | 投票率                                          | 57.96 %    | 57.96 % |

### 郡長
フェヒタ郡の郡長はトビアス・ゲルデスマイヤー (CDU) である。彼は、2021年9月12日の選挙で 92.64 % の票を獲得して郡長に選出された。

### 地域組織
フェヒタ郡は、古いオルデンブルク地方の文化的および歴史的文物を保護・保全する法律上の運用組織である「オルデンブルギシェ・ラントシャフト」および、フェヒタ郡とクロッペンブルク郡の観光促進機関である「オルデンブルガー・ミュンスターラント連合」のメンバーである。

## 経済と社会資本

### 経済成長地域への発展
フェヒタ郡では、1978年から2014年までの間に雇用が約149 %にまで増加した。これは旧ドイツ連邦（西ドイツ）の当時の325の郡と郡独立市でこれほど高い増加率は他になかった。失業率 4 % はドイツで最も低いものの1つであり、持ち家率 80 % 以上はドイツで最も高いものの1つであった。
フェヒタ郡はクロッペンブルク郡とともにドイツにおける食肉産業の中心地とみなされており、これまで食品分野で特別な成長が起こっていた。オルデンブルガー・ミュンスターラントは、豚肉、鶏肉、牛肉のための飼育場が集中している。しかし、フェヒタ郡では機械製造、プラント建設、合成樹脂、建築業などの分野でも成長が見られる。

### 達成の危険
2010年のPrognos AG のツークンフトアトラス（直訳: 未来地図）でフェヒタ郡はドイツの412の郡および郡独立市のうち52位であった。2016年の同じ調査では402の調査対象中66位であった（クラス3）。このため2016年には「高い将来的チャンスがある」と評価された。2019年には126位となった。これにより「クラス4」（「わずかにチャンスがある」）に格付けられた。Prognos AG は、2017年から2019年のフェヒタ郡の労働市場の発展と経済発展の活力が402の調査対象の平均を下回っていたと述べている。本郡は、人口統計では26位と評価されていた。2022年のツークンフトアトラスでは、400の調査対象中68位で、「高い将来チャンスのある」地域に再評価されている。
ドイツ経済研究所 (IW) は、2020年に、401の郡と郡独立市を対象に経済力と経済的活力の研究を行った。この調査で IW はフェヒタ郡の経済力を90位と報告している。しかしこの郡では経済発展の活力が低調であり、このカテゴリの評価は314位であった。IW は、経済的活力が比較的低い郡では「過去の成功に長期間依存することで未来志向の発展のための重要なコース選択を誤る」リスクがあることに警鐘を鳴らしている。IW は、総じてフェヒタ郡を「降格」地域に含めている。3年間の比較（主に2017年から2019年）でポジティブな点は、社会保険料支配義務のある労働者の知識集約型サービス業比率が高まったことだけであった。フェヒタ郡は、労働市場での年齢分布推移（361位）、民間過剰債務（369位）、建設許可件数（355位）といった点での評価が特に悪かった。これらの評価はドイツでの新型コロナウィルス感染症のパンデミック発生以前に収集されたデータに基づいている。

### 自己イメージと他者からのイメージ
郡当局は、フェヒタ郡が特に家族連れに優しい郡であると考えている。これに対して CONTOR FmbH は2020年に「家族に優しい中規模都市」という調査結果を発表した。このランキングでフェヒタは、585の中規模都市中184位、ローネは422位であった。

### 交通

#### 鉄道
フェヒタ郡は、まずオルデンブルク大公国邦有鉄道によって結ばれた。
オルデンブルク - オスナブリュックの本線沿いに位置するアールホルンからの支線が1885年にフェヒタまで、1888年にローネまで開通した。さらにノイエンキルヒェンまでの延長は1899年に、ヘゼーペ（ブラームシェ市内）までの延長は1900年に完成した。1898年にはデルメンホルストからフェヒタへの直通路線が開通した。
支線ホルドルフ - ダンメ線も1900年に完成した。1914年にヴィットラーガークライスバーン AG はこの路線をダンメからボームテまで延長した。
同じ年にフェヒタ＝クロッペンブルク鉄道連合は、隣接するクロッペンブルク郡と郡庁所在地間を結ぶ鉄道を開通させた。
ディンクラーゲは、早くも1904年には独自の軽便鉄道によってローネで邦有鉄道に接続していた。
全部で 91 km あった旅客鉄道のうち、1952年からの10年間で 39 km が廃止された。
- 1952年: アールホルン - ラングフェルデン - フェヒタ 8 km、ホルドルフ - ダンメ 7 km、フェヒタ - フェストルプ - クロッペンブルク 11 km
- 1954年: ローネ - ディンクラーゲ 8 km
- 1962年: シュヴェーガーモーア - ジュートフェルデ - ダンメ 5 km

ホルドルフ - ダンメ線は、1990年代中頃まで自動車部品製造業者レムフェルダー金属 AG、ラントヴィルトシャフトキッヒャー・ベツークスゲノッセンシャフト、ダンメの農業機器製造業者グリンメによって貨物輸送のために散発的に利用されていた。しかし、200年から軌道は完全に撤去された。かつての鉄道跡地には自転車動が設けられている。
ローネ - ディルクラーゲ線も2000年から撤去されたが、1999年までは散発的にディンクラーゲの動物用飼料製造業者が製品の輸送に利用していた。この企業の敷地には線路沿いに積み込み施設の跡がある。かつての路線の一部は、ホルドルフ - ダンメ線と同様に自転車道となっている。
存続しているデルメンホルスト - ヘゼーペ線は、ノルトヴェストバーンによって運営されている。

#### 道路
- 連邦アウトバーン
  - A1号線（ハンザライン）
- 連邦道
  - 69号線（ドイツ語版）、 214号線（ドイツ語版、英語版）

本郡は、1956年から現行の VEC ナンバーを用いている。

#### 公共近郊交通
デルメンホルスト - ヘゼーペ線がノルトヴェストバーンによって運営されており、フェヒタ郡の以下の町がこれを利用できる: レヒターフェルト（フィスベーク町内）、ゴルデンシュテット、ルッテン（ゴルデンシュテット町内）、フェヒタ、ローネ、ミューレン（シュタインフェルト町内）、シュタインフェルト、ホルドルフ、ノイエンキルヒェン。60分間隔で運行している（おおむね朝6時から夜23時まで）。
バス交通は2007年にフェヒタ郡交通共同体 (VGV) の創設によって密度が上がった。いくつかの集落間は学校がある日だけの運行であるが、フェヒタへ行くバスはほぼ毎日運行している（ただし日曜祝日は運休）。月曜日から土曜日までは、VGV が運営するフェヒタ市バスも60分間隔で運行している。この市バスは、2008年にパイロットプロジェクトとしてスタートした。2015年の乗客数は206,000人で、このシステムは成功とみなされ、その後も継続的に運営されている。郡レベルでは、2013年10月31日にバス＝プロジェクト・モービル＋が開始された。これはフェヒタ郡の全市町村を14本の小型バス網で結ぶもので、デマンド型の交通である（つまり、固定された路線に基づく停留所と電話またはインターネットでの予約できる停車ポイントがある）。このプロジェクトはフェヒタ郡、郡内の市町村、地元バス会社によって資金提供されている。さらにニーダーザクセン州のパイロットプロジェクトとして、ニーダーザクセン州地理情報および地域発展局、ニーダーザクセン州経済・労働・交通省、およびEUからの資金提供も受けている。

## エコロジー

### 自然保護地域
フェヒタ郡には10の登録自然保護区の他に、4つのFFH-地区、76の景観保護地域、73の自然文化財が存在する。
連邦自然保護庁は「シュテックブリーフ」の中で、フェヒタ郡の一部を含むフェヒター・モーアバッハの南に位置するベルゼンブリュッカー・ラントについて、2010年時点でこの自然地区において「有効な保護がなされている地域」は 3 % だけだと述べている。『フェヒタ郡周辺地域はドイツにおける大規模畜産業の中心地の1つである。かつて広く行われていた緑地の利用は、現在では重要性が低くなっており（面積で 3 % 未満）、総面積のほぼ 2/3 が耕地として利用されている。アーチ状のエンドモレーンはほぼ完全に針葉樹林となっている。広葉樹林は二次的な役割しか果たしていない。』ドイツ全土のビオトープ連合を発足させる連邦自然保護庁の計画において、2010年にベルゼンブリュッカー・ラントの面積の 73 % が「欠格地域」であると算定された。

### アンモニア排出
フェヒタ郡は、ドイツで最もアンモニア排出による汚染の酷い地域である。

## 市町村
フェヒタ郡は10市町村からなる。かっこ内の数値は、2023年12月31日現在の人口である。
|  | - バクム (Bakum, 6,811) - ダンメ 市 (Damme, 17,686) - ディンクラーゲ 市 (Dinklage, 13,468) - ゴルデンシュテット (Goldenstedt, 10,238) - ホルドルフ (Holdorf, 7,584) - ローネ 市 (Lohne, 27,949) - ノイエンキルヒェン＝フェルデン (Neuenkirchen-Vörden, 9,245) - シュタインフェルト (Steinfeld, 10,509) - フェヒタ 市 (Vechta, 34,145) - フィスベーク (Visbek, 10,116) |

## 関連図書
- Friederich Matthias Driver (1803). Beschreibung und Geschichte der ehemaligen Grafschaft, nun des Amtes Vechte im Niederstift Münster. Münster: Verlag Peter Waldeck
- Joachim Kuropka (1973), “Die Gründung politischer Parteien 1945/46 im Kreis Vechta”, Jahrbuch für das Oldenburger Münsterland 1974:  pp. 81–101
- Joachim Kuropka (2001). Von Kückens bis Krapp. Von Staatsbeamten zu Bürger-Landräten. Amtshauptmänner und Landräte im Landkreis Vechta 1918–2001. Landkreis Vechta. ISBN 978-3-00-008685-4